# Cuando vuelvas de tus muertes
Cuando vuelvas de tus muertes es una película colombiana de 2001 dirigida por Carlos Mario Urrea y protagonizada por Jorge López, Alberto Valdiri, Luigi Aycardi, Noëlle Schonwald y Juan Pablo Shuk. Este cortometraje obtuvo una mención especial en el Festival de Cine de Cartagena en 2002 en la categoría de mejor cortometraje.

## Sinopsis
Manuel es el celador de una morgue que vive prácticamente aislado de los vivos. Un día recibe el cadáver de una mujer hermosa que increíblemente despierta de la muerte y acompaña a un sorprendido Manuel.

## Reparto
- Jorge López
- Alberto Valdiri
- Luigi Aycardi
- Noëlle Schonwald
- Juan Pablo Shuk